# Windsor, Maine
Windsor är en kommun (town) i Kennebec County i Maine. Vid 2010 års folkräkning hade Windsor 2 575 invånare.